# Isabela Figueiredo
Isabela Figueiredo   (Maputo, 1963) Isabela Figueiredo Lourenço Marques, és una periodista, professora i escriptora portuguesa.

## Biografia
Va néixer en Lourenço Marques, Moçambic, i va venir per a Portugal en 1975 havent anat viure amb l'àvia i quedant separada dels seus pares, que van romandre a Moçambic, durant 10 anys.
És llicenciada en Llengües i Literatures Lusòfones, curs que va llevar a la Universitat Nova de Lisboa. Té una especialització en Estudis de Gènere per la Universitat Aberta de Lisboa. Va a publicar els seus primers textos en 1983 en el DN Jove, suplement que ja estava extint del Diari de notícies.
En 1988 va ganyar el seu primer premi en la Mostra Portuguesa d'Arts e Idees amb una obra publicada sota el nom d'Isabel Almeida Santos: Conto é como Quem Diz. L'autora va treballar com periodista en el Diari de Notícies entre 1989 i 1994 i també com professora d'ensenyament mitjà en el Marge Sud de Lisboa entre 1985 i 2014.
En 2009, va publicar l'obra autobiogràfica Caderno de Memória Coloniais (Quadern de Memòries Colonials) que va ser electa com una de les obres més rellevants de la dècada, en 2010, per l'escriptora Maria da Conceição Caleiro i pel ensaísta Gustavo Rubim en l'especial publicat per la revista de cultura Ípsilon (suplement d'arts del diari Público).
La seva novel·la A Gorda (La Grassa) va ser considerat un dels deu millors llibres de 2016 per la revista online Difon-Fets i va vèncer el Premi Literari Urbano Tavares Rodrigues de 2017.

## Obres
- 2009 - Caderno de Memórias Coloniais (Quadern de Memòries Colonials), Angelus Novus
- 2016 -  A Gorda (La Grassa), Editorial Camí
- 2022 - Um cão no Meio do Caminho (Un Gos enmig del Camí), Editorial Camí

## Premis
- 1988 - Premi de la Mostra Portuguesa d'Arts i Idees[8]
- 2010 - Premi Monstre de l'Any per a Millor Llibre, per la Angelus Novus[9]
- 2017 - Premi Literari Urbano Tavares Rodrigues[10][11]
- 2021 - Nomenament per al Premi Femina Estranger[12]
- 2023 - Semi-finalista en la categoria de "Prosa" del Premi Literari Oceans.[13]
- 2024 - Premi Laure Bataillon[14]

## Traduccions
- Estats Units
  - “Portàtil of Colonial Memories” - [Quadern de memòries colonials]Editora: University of Massachusetts Dartmouth, 2015; Traducció: Anna M.Klobucka i Phillip Rothwell[15]